# مدرسة شلمنقة

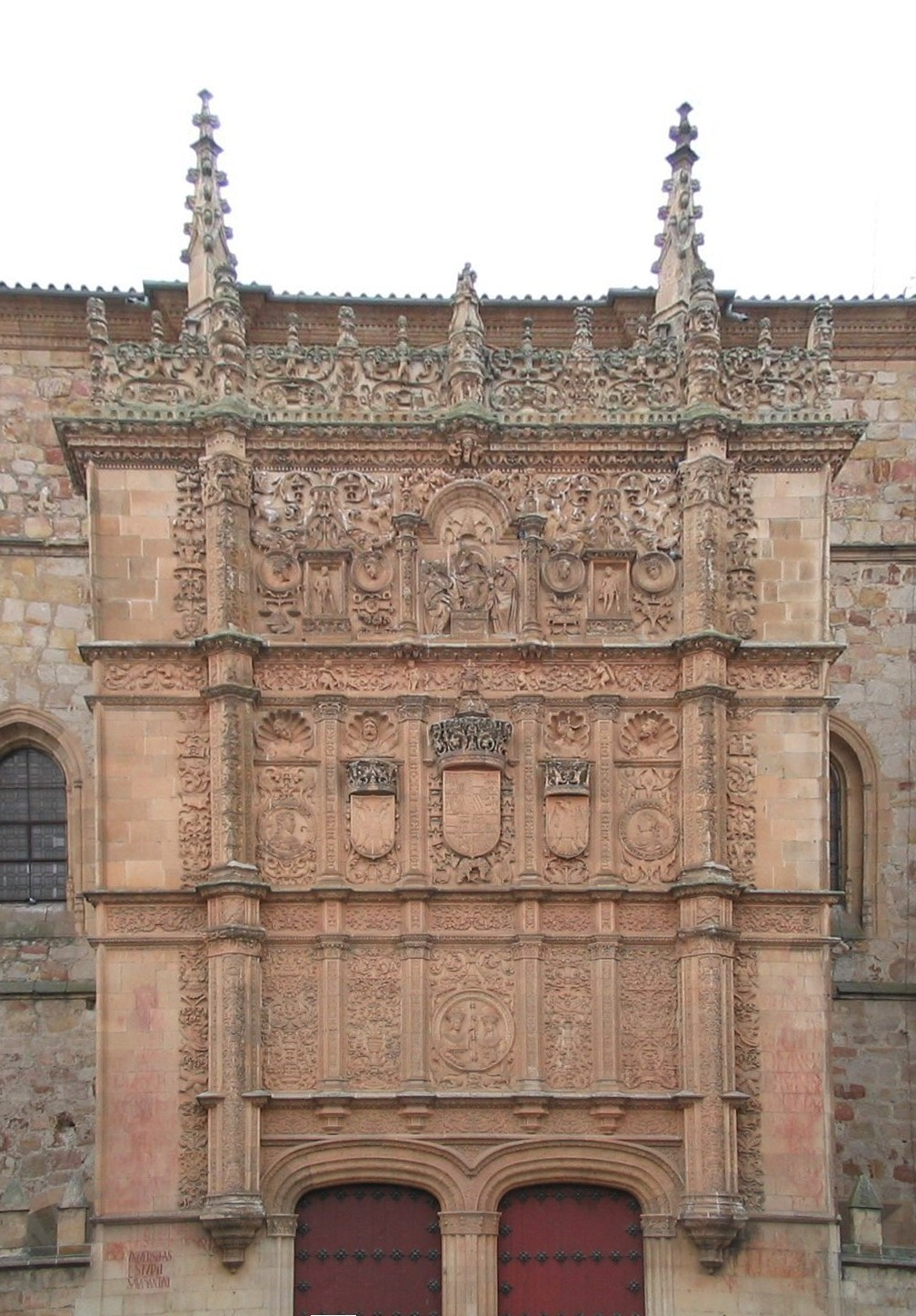
جامعة شلمنقة، كانت معقل اللاهوتين والمفكرّين الإسبان والبرتغاليين ومنارة اللاهوت والفلسفة المسيحية خلال عصر النهضة.

مدرسة شَلمنقة أو سلمنكة (بالإسبانيّة: Escuela de Salamanca) هي نهضة في المجالات الفكرية المتنوعة من قبل علماء الدين واللاهوتيين الإسبان والبرتغاليين، جذورها من العمل الفكري والتربوي لللاهوتي ورجل الدين الإسباني فرانسيسكو دي فيتوريا. منذ بداية القرن السادس عشر تأثر المفهوم الكاثوليكي التقليدي للرجل وعلاقته في الله والعالم من خلال صعود النزعة الإنسانية، والإصلاح البروتستانتي والإكتشافات الجغرافية الجديدة وعواقبها. وبحثت جامعة شلمنقة هذه المشاكل الجديدة.
برز عدد من الشخصيات البارزة من مدرسة شَلمنقة وكان منهم كوكبة من رجال الدين والفقهاء أمثال فرانسيسكو دي فيتوريا، ودومينغو دي سوتو، وتوماس دي ميركادو، وفرانسيسكو سواريز، والذين كانوا جميعًا علماء في القانون الطبيعي وفي الأخلاق. اعتبرت مدرسة شَلمنقة إلى جانب جامعة كويمبرا معقل اللاهوتين والمفكرّين في العالم الكاثوليكي.
ابتدأ عصر نهضة المدرسة مع فرانسيسكو دي فيتوريا (1483-1546)، ودومينغو دي سوتو (1494-1560). ومع سيطرة اليسوعيين على المدرسة في نهاية القرن السادس عشر استولى اليسوعيين على القيادة الفكرية في العالم الكاثوليكي بعد الرهبنة الدومينيكانية. قام فقهاء ورجال الدين في مدرسة شَلمنقة بصياغة مفهوم القانون الطبيعي. وكان استنتاجهم إلى أن جميع البشر يشتركون في نفس الطبيعة، ويشتركون أيضًا في نفس الحق في الحياة والحرية.